# Android Cupcake
Android Cupcake (versione 1.5) è la terza versione di Android sviluppata da Google LLC, un'importante release di piattaforma distribuibile ai dispositivi Android a partire da aprile 2009, che non è più supportata. La versione include nuove funzionalità per utenti e sviluppatori, nonché modifiche all'API del framework Android. Per gli sviluppatori, la piattaforma Android 1.5 è disponibile come componente scaricabile per Android SDK.
Android 1.5 includeva nuove funzionalità come una tastiera su schermo e il supporto Bluetooth, oltre a miglioramenti delle funzionalità esistenti come le modifiche all'interfaccia utente per la gestione delle applicazioni e diverse app Google.

## Nuove funzionalità
- Possibilità di installare tastiere di terze parti.
- Nuova tastiera software con riempimento automatico e possibilità di lavorare in diverse posizioni dello schermo.
- Supporto per widget e cartelle sul desktop.
- È possibile registrare e riprodurre i video in MPEG-4 e 3GP.
- Supporto ai profili Bluetooth: A2DP e AVRCP.
- Possibilità di connettersi automaticamente a un auricolare Bluetooth, situato a una certa distanza.
- Aggiorna WebKit e motore JavaScript Squirrelfish
- La possibilità di pubblicare foto (Picasa) e video (YouTube) su internet.
- Aggiunta la ricerca sulle pagina web e la capacità di lavorare con il testo.
- Cambiamenti visivi nel browser.
- Cambiamenti visivi alla Rubrica e alla cronologia delle chiamate.
- Aggiunti strumenti per la manutenzione e il rilevamento automatico del file system della scheda di memoria.
- Animazione quando si passa da una finestra all'altra.